# Озерка (Александровський район)
Озе́рка (рос. Озёрка) — село у складі Александровського району Оренбурзької області, Росія.

## Населення
Населення — 99 осіб (2010; 198 у 2002).
Національний склад (станом на 2002 рік):
- росіяни — 86 %